# Titularprofessor
Ein Titularprofessor ist berechtigt, den Titel Professor zu führen, ohne dass damit eine entsprechende Planstelle verbunden ist. Was genau unter einem Titularprofessor verstanden wird, ist in der Schweiz, in Österreich und in Deutschland sehr unterschiedlich. Der Titularprofessor existiert auch in anderen Universitäts- und Hochschulsystemen (zum Beispiel in den Vereinigten Staaten: adjunct professor, in Italien: professore a contratto, in Kroatien: naslovni profesor).

## Situation in der Schweiz
In der Schweiz, wo dieser Titel noch gebräuchlich und verbreitet ist, handelt es sich beim Titularprofessor um einen Ehrentitel, der von den universitären Fakultäten verliehen wird für außerordentlich qualifizierte, international anerkannte Leistung in der universitären Forschung, inklusive Betreuung erfolgreicher Doktorarbeiten, sowie eine erfolgreiche universitäre Lehrtätigkeit. Entsprechend können sich die Bedingungen zwischen den Universitäten und Fakultäten unterscheiden.
In den meisten Fällen, z. B. an der ETH Zürich, ist für die Verleihung einer Titularprofessur in der Regel eine vorgängig eingereichte Habilitationsschrift mit Venia Legendi erforderlich, die von der Fakultät und dem Universitätsrektorat als hochqualifiziertes wissenschaftliches Werk offiziell anerkannt worden ist. Mit dem Titel Titularprofessor ist allerdings kein Anspruch auf einen Lehrstuhl verbunden. In der Regel ist damit aber eine Lehrverpflichtung von mindestens zwei bis vier Semesterwochenstunden und zusätzlich in vielen Fällen, besonders in experimentellen Fächern, das Führen von Grundlagenpraktika verbunden. Zwischen den Kantonen bestehen einzelne Unterschiede, z. B. was das Weiterführen des Titels nach dem Ausscheiden aus der Universität betrifft. Die Inhaber können Lehrbeauftragte von innerhalb oder außerhalb der Universität sein. Lehrbeauftragte von innerhalb der Universität werden grundsätzlich weiter entsprechend der bisherigen Anstellung bezahlt. Bei Lehrbeauftragten von außerhalb erwartet man grundsätzlich, dass die Lehrverpflichtungen kostenlos angeboten werden, allenfalls wird eine Aufwandspauschale für Reisekosten etc. gezahlt; die Entschädigung erfolgt hier über das Führen des Titels im außeruniversitären Berufsumfeld.

## Situation in Österreich
In Österreich ist die Bezeichnung Titularprofessor für Personen gebräuchlich, welchen vom Bundespräsidenten der Berufstitel Universitätsprofessor verliehen wurde. Seltener werden mit der Bezeichnung Titularprofessor auch Personen gemeint, welchen vom Bundespräsidenten der Berufstitel Professor verliehen wurde.
Wie bei allen Berufstiteln ist mit dem Titel kein weiteres Recht verbunden, außer dem Recht, den Titel zu führen und mit diesem in amtlichen Verlautbarungen genannt zu werden. Insbesondere bezieht sich der vom Bundespräsidenten verliehene Titel nie auf eine bestimmte Hochschule oder Universität.
Wird dieser Berufstitel an Beamte verliehen, so kann es sein, dass der Amtstitel des Beamten und ein vom Bundespräsident verliehener Berufstitel zusammentreffen. In der Praxis wird der Berufstitel manchmal durch ein vorangestelltes tit. von einem Amtstitel unterschieden. So ist beispielsweise in „Ao. Univ.-Prof. tit. Univ.-Prof. Mag. Dr. Max Mustermann“ Ao. Univ.-Prof. der Amtstitel des Beamten und der durch ein vorangestelltes tit. gekennzeichnete Univ.-Prof. der vom Bundespräsidenten verliehene Berufstitel.
Früher existierte neben den Berufstiteln Universitätsprofessor und Professor auch der Berufstitel Außerordentlicher Universitätsprofessor, letzterer wird seit 1992 nicht verliehen.
Zu unterscheiden ist der Berufstitel von der Honorarprofessur. Diese wurde nicht vom Bundespräsidenten, sondern von einer einzelnen Hochschule verliehen und war in Österreich früher bundeseinheitlich gesetzlich geregelt, zuletzt in § 26 Universitäts-Organisationsgesetz 1993 (UOG 1993), das Ende 2003 außer Kraft trat. Das seit 2004 gültige Universitätsgesetz 2002 sieht hier keine Regelung mehr vor, daher steht es den Universitäten frei, unter welchen Voraussetzungen und mit welchen Rechtsfolgen sie den Titel Honorarprofessor verleihen.

## Situation in Deutschland und der Schweiz
In Deutschland und der Schweiz kann die Bezeichnung Professor unter bestimmten Umständen auch als Ehrentitel an Personen verliehen werden, die keine Professur bekleiden, beispielsweise an Künstler. Im Bundesland Baden-Württemberg kann die Bezeichnung Professor oder Professorin ohne Zusätze als nichtakademischer Ehrentitel an verdiente Bürger verliehen werden (siehe Professor (Ehrentitel in Baden-Württemberg)).